# Gubener Warraschke
Der Gubener Warraschke ist eine alte Apfelsorte aus Guben und Gubin in der Niederlausitz. Die Sorte ist in Kleingärten der Region auch heute noch verbreitet. Der Universalapfel wird vorrangig zu Most und Gubener Apfelwein verarbeitet.

## Sorteneigenschaften
Der Gubener Warraschke ist ein typischer Plattapfel, in der Form klein und gedrungen, in der Färbung gelblich und rötlich. Sein Fleisch ist für einen Plattapfel ungewöhnlich mürbe und dazu saftig, der Geschmack leicht gewürzt und süßweinsäuerlich. Die Sorte ist ab Mitte Oktober pflückreif, wird ab Dezember genussreif und ist bis in den Mai lagerfähig.

## Gubener Appelfest
Guben begeht alljährlich ein Volksfest, das an die langjährige Tradition des Obstbaus in der Region erinnert. Im Mittelpunkt des „Gubener Appelfestes“ steht neben der Wahl einer Apfelkönigin auch die lokale Apfelsorte Warraschke. Der Warraschke war und ist zusammen mit dem Kaschaker, einer etwa zeitgleich in Guben gezüchteten Sorte, die Grundlage für den Gubener Apfelsaft und Apfelwein.